# Paraplectanoides crassipes
Paraplectanoides crassipes là một loài nhện trong họ Araneidae.
Loài này thuộc chi Paraplectanoides. Paraplectanoides crassipes được Eugen von Keyserling miêu tả năm 1886.